# 王愷 (西晉)
王愷（217后—291后），字君夫，東海郡郯縣（今山東郯城）人。西晉外戚。祖父是曹魏司徒王朗，父親則是曹魏儒學家王肅，姊姊是文明皇后王元姬。王愷作為外戚，身份顯貴，十分富有，且性格奢侈，曾與晉朝富豪石崇鬥富。

## 生平
王愷少無品行，但卻有才智，辦事稱職。永平元年（291年），皇后賈南風聯結楚王司馬瑋等人誅除楊駿，王愷亦有功勳，於是獲封為山都縣公，食邑有一千八百戶。王愷後升任龍驤將軍，領驍騎將軍，加散騎常侍，雖然不久就因事免官，但後來又再被起用为射声校尉，日久之后官至後將軍。
當時王愷既為外戚，而且是西晉豪富，於是有與石崇鬥富的事，後來王愷從石崇那裏獲得一隻鴆鳥，並且違反鴆鳥不得運過長江的規定去飼養。當時的司隸校尉傅祗上奏彈劾二人，但卻獲晉惠帝下詔寬恕二人罪行。如此，眾人都畏懼王愷的權勢，王愷就更肆無忌憚，為所欲為。王愷死後獲諡為醜公。

## 逸事
- 王愷為表示自己豪富奢侈，命人用飴糖和乾飯洗擦鑊子，石崇就以蠟燭當柴燒回應；王愷又以紫色綢緞作行幕，長達四十里，石崇則用錦布作行幕，長達五十里。王愷知道石崇以花椒塗牆壁，就用赤石脂塗牆壁。王愷與石崇鬥富的事連晉武帝也知道，晉武帝於是多次幫助舅舅王愷，例如曾經把宮裡收藏的一株兩尺多高的珊瑚樹賜給王愷，王愷見該樹枝葉茂盛，世間罕有，於是展示給石崇看。但石崇卻用鐵如意把珊瑚樹打碎。王愷見狀，惋惜之餘亦認為石崇嫉妒自己的珍寶，正要破口大罵時，石崇就命僕人拿出自己家中的珊瑚樹，有三四尺高的竟有六七株之多，比得上原本那棵珊瑚樹的更有很多。王愷見此，就感到失望空虛。[3]
- 王愷有一頭牛，名叫「八百里駮」，王愷常為其角和蹄裝飾。一次王濟去和王愷賭這頭牛，說：「我射術不如你，今天就賭你這頭牛，我拿出一千萬錢和你對賭。」王愷自恃射術了得，又認為王濟不會殺了這牛，於是同意。王愷讓王濟先射，然而王濟一射就正中靶心，於是王濟就坐在胡床上命人把八百里駮的牛心拿來。僕人及後呈上烤好的牛心，王濟吃一小塊後就走了。[3]
- 刘舆與劉琨兄弟年輕時被王愷所討厭，於是曾叫二人其家留宿，意圖殺害二人。二人幸得石崇營救才脫險。[4]

## 兄弟姐妹
- 王惲，王愷兄，早卒。
- 王恂，王愷兄，在朝忠正，官至河南尹。
- 王虔，王愷兄，曾任平東將軍、光祿勳和尚書等職。
- 王元姬，王愷姊，嫁司馬昭，文明皇后。